# Chaenomeles japonica
Chaenomeles japonica là loài thực vật có hoa trong họ Hoa hồng. Loài này được (Thunb.) Lindl. mô tả khoa học đầu tiên năm 1834.

## Hình ảnh

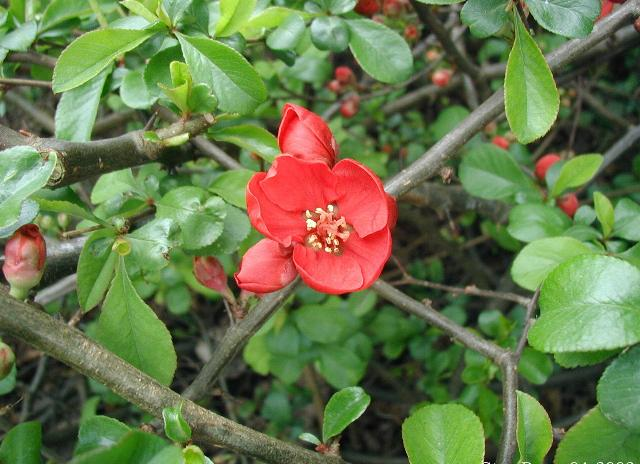
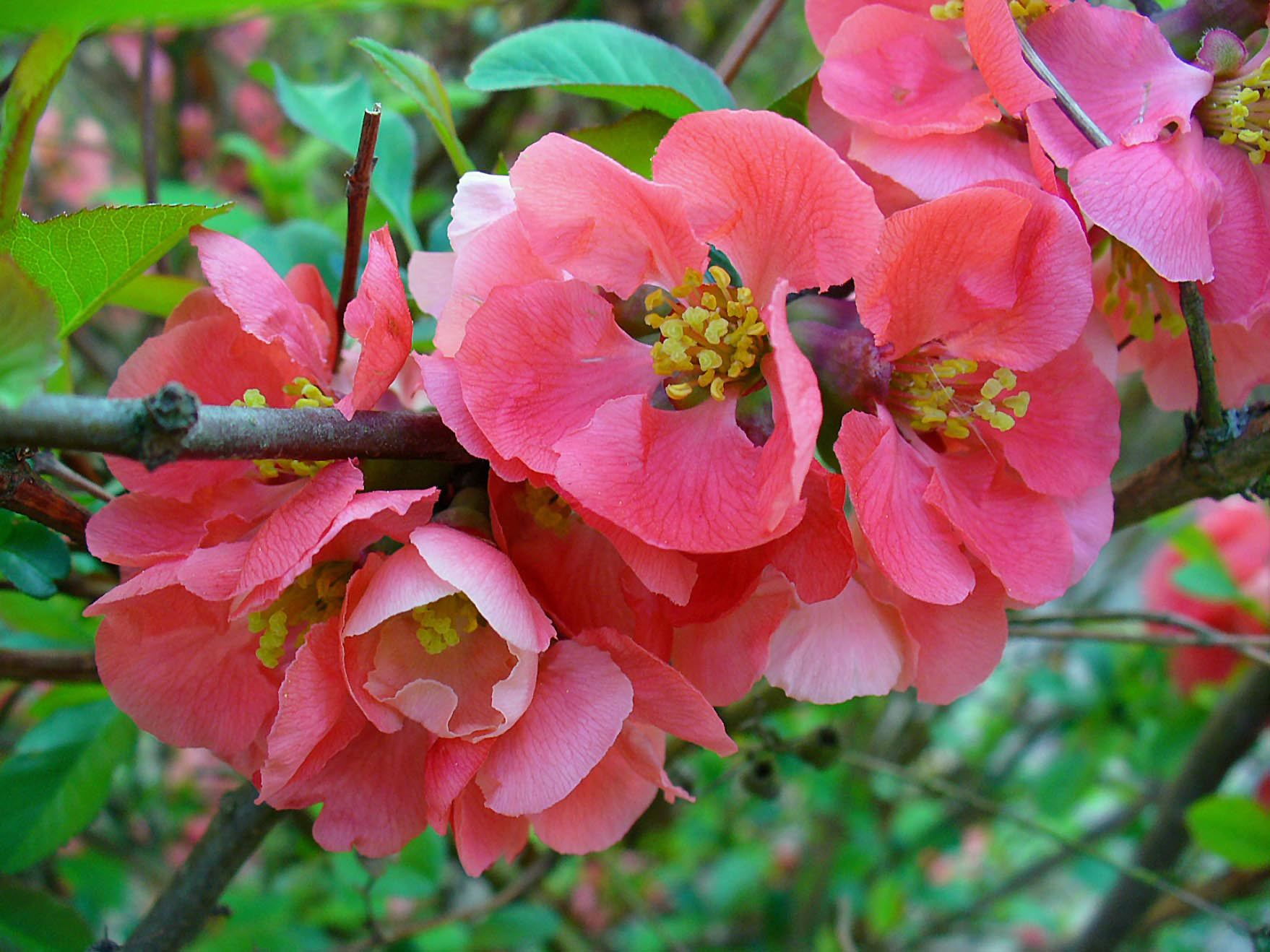
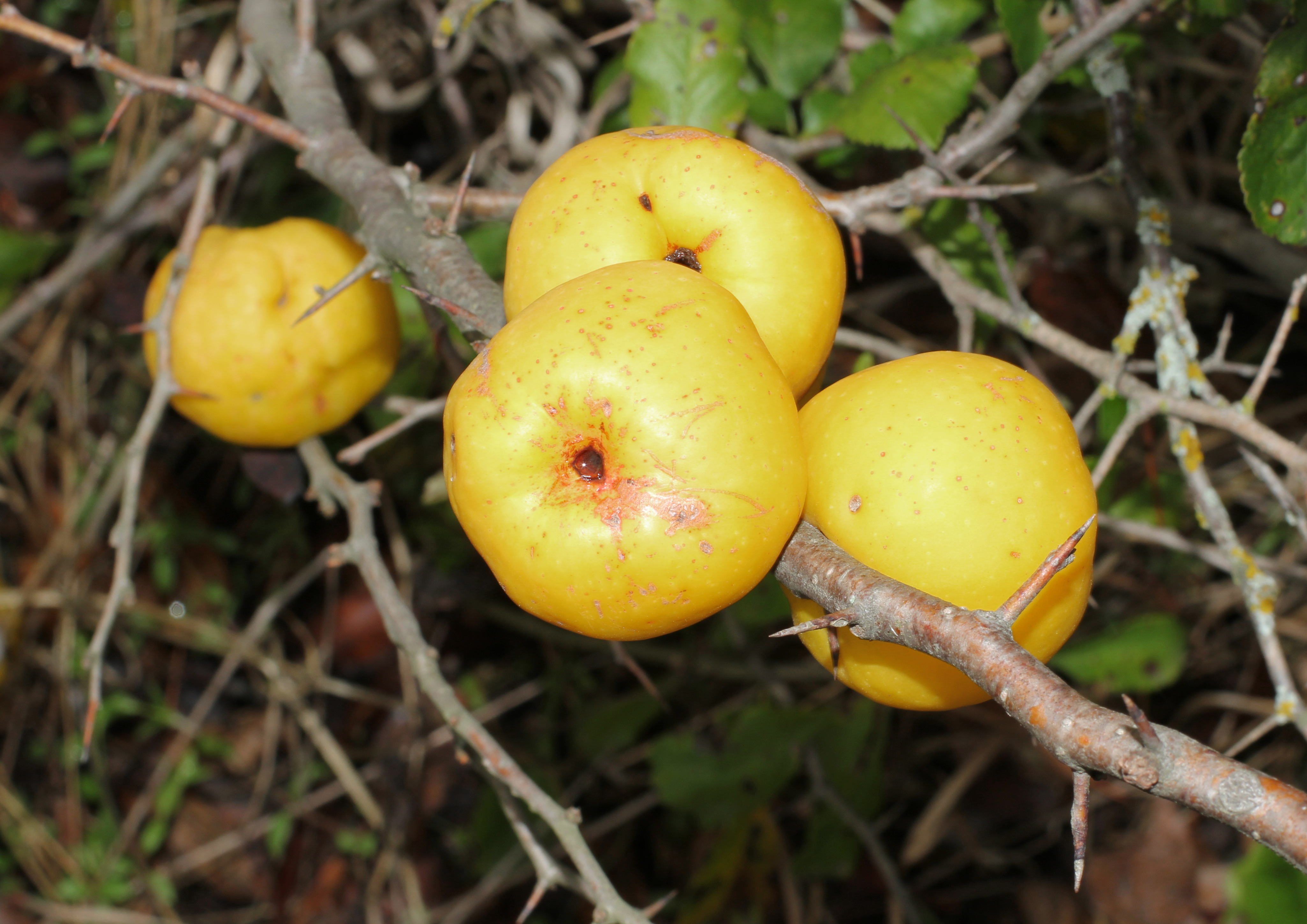
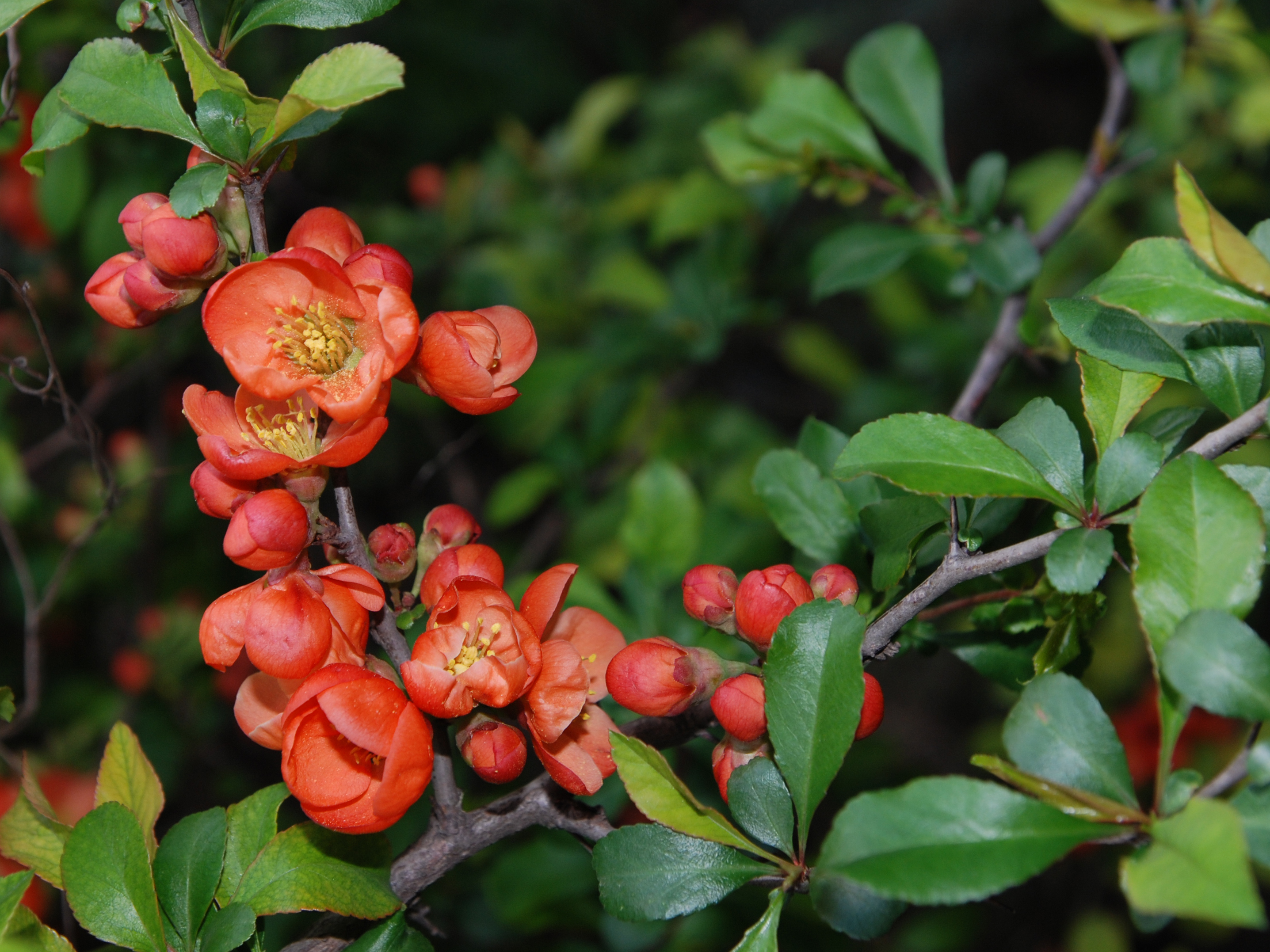
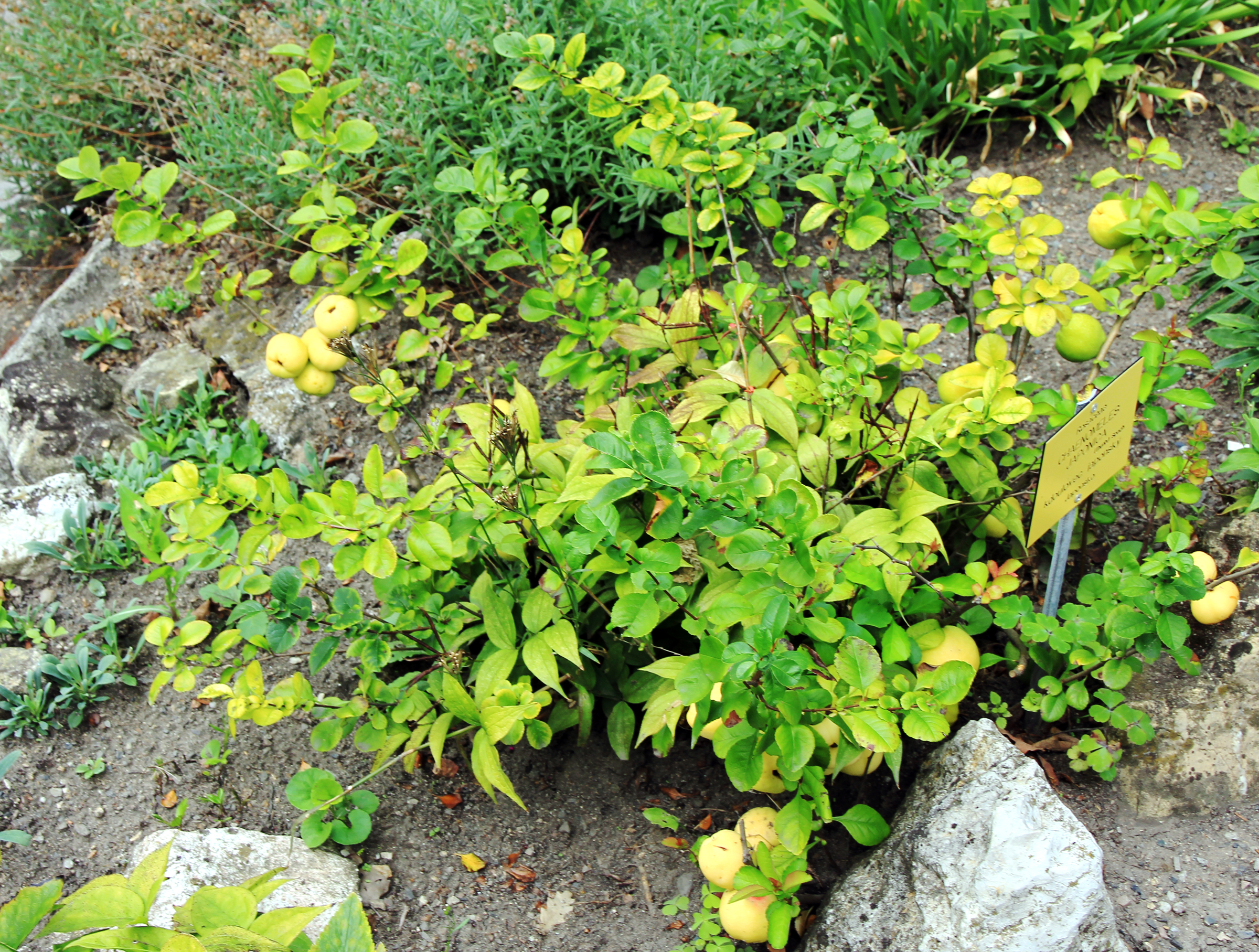